# Macrocnemina
Macrocnemina Haddon & Shackleton, 1891 è un sottordine di esacoralli dell'ordine Zoantharia.

## Descrizione
Il sottordine comprende specie per la maggior parte coloniali, che presentano pareti profondamente incrostate di sabbia o altri detriti. Il carattere distintivo degli zoantari di questo raggruppamento è la presenza di un quinto paio di mesenteri completo.

## Biologia
La maggior parte delle specie del sottordine è priva di zooxantelle endosimbionti.
Molte di esse vivono in associazione con altri organismi come spugne, idrozoi, coralli neri e octocoralli; alcune specie sono epizooiche, cioè formano piccole colonie sulle conchiglie dei granchi eremita.

## Distribuzione e habitat
Questo raggruppamento ha una distribuzione cosmopolita, essendo presente in tutti gli oceani compreso quelli polari, dal piano intertidale a quello abissale.

## Tassonomia
Il sottordine comprende le seguenti famiglie:
- Epizoanthidae Delage & Hérouard, 1901
- Hydrozoanthidae Sinniger, Reimer & Pawlowski, 2010
- Microzoanthidae Fujii & Reimer, 2011
- Nanozoanthidae Fujii & Reimer, 2013
- Parazoanthidae Delage & Hérouard, 1901

### Alcune specie

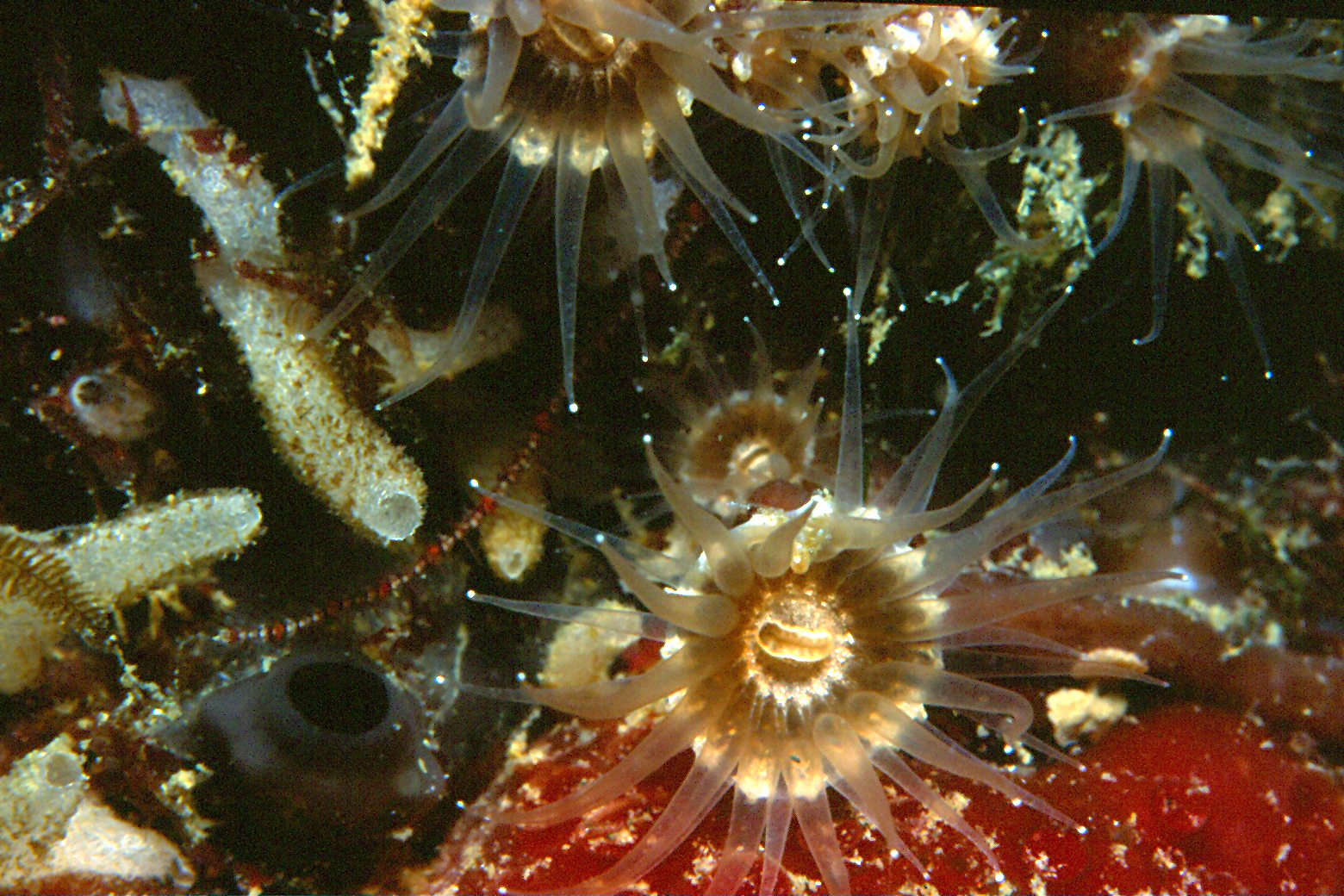
Epizoanthus arenaceus (Epizoanthidae)
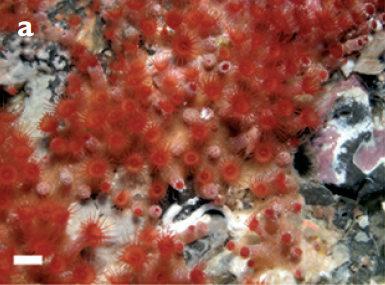
Terrazoanthus onoi (Hydrozoanthidae)
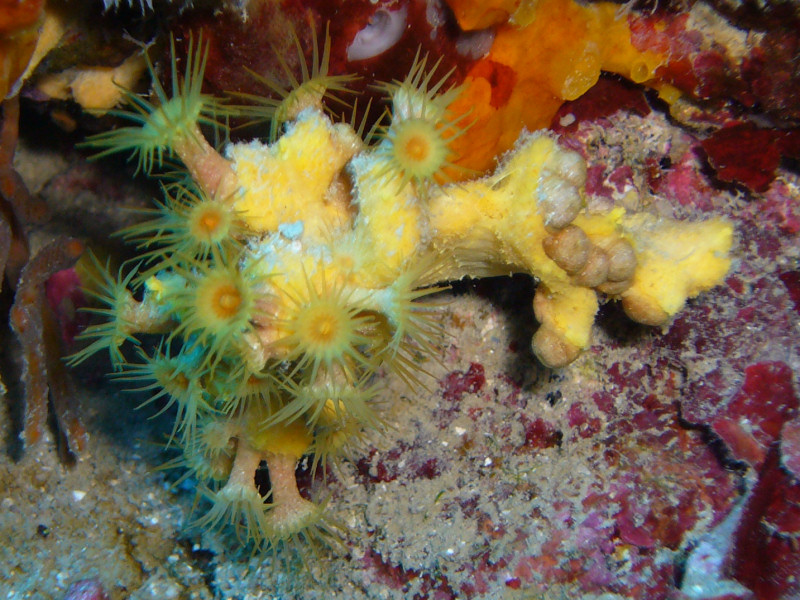
Parazoanthus axinellae (Parazoanthidae)